# 性別
性別（せいべつ、英：sex（セックス））、主に生物学的な性差。男性と女性の別。オスとメスの別。
（生物学的な）性別の様式は多様である。遺伝的に染色体で決定している種（ほ乳類一般）、発生時の周囲の温度など環境によって決定する種（カメ、ワニなどは虫類の多く）、個体の大きさによって決定する種（ウラシマソウ、テンナンショウなど）、齢によって決定する種（メロン、キュウリなど）、周りに存在する同種異個体との相互関係により決定する種（クマノミ、ホンソメワケベラ）などが知られている。詳しくは性決定を参照のこと。

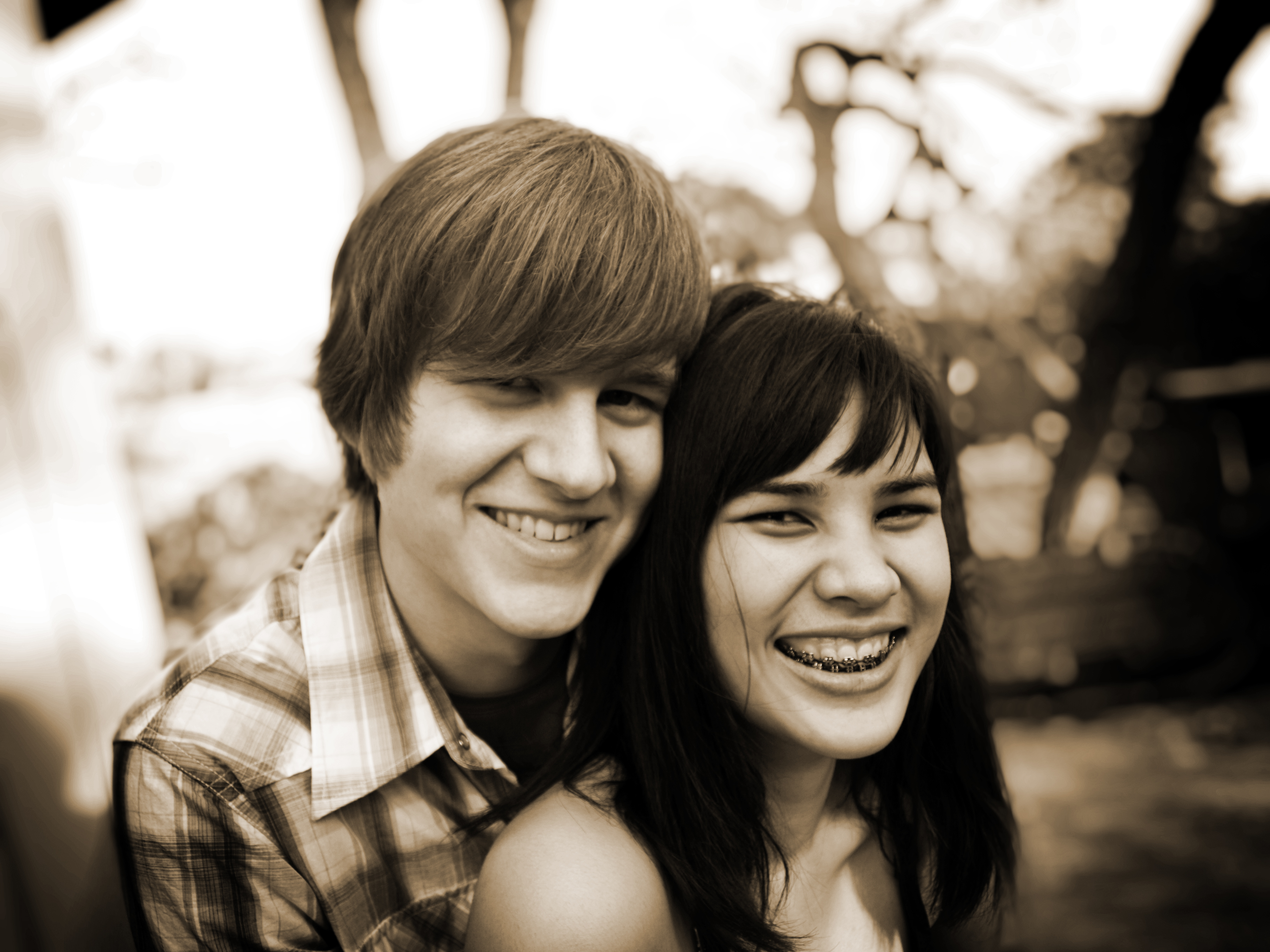
ヒト（人間）の男と女のイメージ画像

## ヒト・人間の性
人間の場合はそれぞれを「男性」「女性」あるいは「おとこ」「おんな」や「男子」「女子」などと呼ぶ。人間の場合は、生物としての性別を前提としながら、加えて精神的・文化的に、また社会的な立場としても異なった存在として成長する。この意味での性の区別を生物学的なそれとは区別してジェンダーと呼ぶこともある。

### 染色体
人間の性別は、根本的には男性化を促す遺伝子の有無に由来し、受精の瞬間にほぼ決定される。人間の23対の染色体のうちの1対は性染色体と呼ばれ他の常染色体とは区別される。この性染色体の型（X染色体とY染色体の組み合わせ）によって、性別発達の機序は大きく左右される。これは、Y染色体の上に、精巣形成を誘導し男性化をもたらすSRY遺伝子が載っているためである。

#### 典型例
性染色体の型としては、次の2つが典型的である。
XY型
X染色体とY染色体をそれぞれ1つずつ有する。通常、男性として発育する。
XX型
性染色体としてX染色体を2つ有する。通常、女性として発育する。

#### 非典型例・異常例
非典型的な例として、次のようなものがある。これらの多くは、精子・卵子の生産時に減数分裂に失敗したことによる。
XXY、XXXY、XXXXY型（クラインフェルター症候群、クラインフェルター男性）
過剰なX染色体を持っている。発生率は1000人に1人。多くは発現形質は男性であり、外性器はほぼ正常な男性に見える。以前は精子が少なく、精子奇形も多いことから自然的受精は無理だったが、現在は人工授精での受精が可能。X染色体の数が多いほど障害は強い。骨粗鬆症になりやすく、女性の更年期障害に似た症状を呈することもある。
XYY、XYYY、XYYYY型（超雄；スーパー男性）
Y染色体が過剰である。発生率は1000人に1人。外性器は完全に男性であり、生殖能力もある。XY型男性に比べて精子が少ないという説もある。凶悪犯罪が多いという意見や一方非常に知能的であるという意見もある。
XXYY型
クラインフェルターの一種とも、超雄の一種とも言われる。
XX型男性
性染色体はXX型であるが、変異したY染色体のかけらが他の染色体に結合し、その上のSRY遺伝子が働いている。発生率は数十万 - 数百万人に1人と見積もられている。外性器はほぼ男性であるが、尿道下裂が見られることもある。生殖能力はない。思春期には女性としての二次性徴をすることもある。性ホルモン投与により男性化を促さなければ、次第に女性化していく。
XO型（ターナー症候群、ターナー女性）
性染色体としてはX染色体を1つだけ持つ。まれに破損したY染色体のかけらを持っていることもある。発生率は2000人 - 3000人に1人である。発現形質は女性であり、外性器に形成変異はない。子宮が欠落することもある。二次性徴が欠落するため、治療を必要とする。全体に低身長であり、月経不順などがあることもある。腫瘍・糖尿病の危険性が高い。知能障害は少ない。
XXX型（超雌）
X染色体を3つ持つ（トリプルX）。発現形質は女性。知的障害を伴う場合がある。やや肥満型が多い。スーパー女性とも呼ばれる。
カルマン症候群
X染色体の一部が欠損している。嗅覚に異常が見られる。
モザイク型
通常、個体の全ての細胞は全く同一の遺伝子セットを持っているが、まれに細胞ごとに異なっている場合がある。これが性染色体に関して発生すると、XO/XY混在型, XO/XX混在型などとなる。クラインフェルター男性のうちの特殊なものとしてXY/XXY混在型があるが、彼らは精子を生産することができ、生殖能力を有する。3種類以上の性染色体型が混在している場合もある。極めてまれであり、その状況も多様であるため、発生率は10億人 - 100億人に1人と推定されている。
また、上ではSRY遺伝子を重視して述べたが、Y染色体上の他のいくつかの遺伝子も男性化の引き金として重要だという説もある。
X染色体は生命維持に必須であるため、Y染色体1つのみを持つYO型は出生されず、受精直後に致死となると考えられている。

### 性腺
妊娠第4週ほどに卵黄嚢に発生した原始生殖細胞は、第6週には下腹部の生殖隆起に移動して原始生殖腺を形作る。この時点では原始生殖腺は精巣にも卵巣にもなりうる。
第7週になって、SRY遺伝子が存在して正常に機能する場合には性腺原器は精巣に分化する。
同遺伝子が存在しなかったり正常に機能できないために精巣への分化が起こらないままであると、第11週以降卵巣に分化していく。
この際、多数の因子とその受容体が作用しているので、何らかの障害により精巣決定性遺伝子の有無と性腺分化が食い違うこともある。上に挙げたような染色体変異により、精巣と卵巣の中間的な形に分化したり、2つの原始生殖腺のうち一方は精巣に他方は卵巣にと分化することもある。

### 化学物質生産
精巣が形成されると、その中のライディヒ間細胞は活発にテストステロンを生産し、セルトリー細胞はミューラー管抑制因子を生産する。
卵巣は、エストラジオールなどを生産する。

### 生殖細胞
原始生殖腺が精巣に分化した場合、原始生殖細胞は思春期まで休眠する。思春期になると、これらは活発に分裂を始めて精子を生産する。
卵巣に分化した場合、妊娠第3ヶ月から7ヶ月にかけて原始生殖細胞は減数分裂を始め、一次卵母細胞が作られていく。ここから9ヶ月までの間に原始卵胞が形成され、原始卵胞は思春期まで休眠する。
思春期までに99.9%の原始卵胞は卵胞閉鎖する。残ったもののうち、いくつかが月経周期ごとに何らかの機構によって選択され成長し、その内の1つがグラーフ卵胞へと成長して排卵を起こす。
この機構が卵巣や脳下垂体の間のフィードバックによって調整される種種の化学物質に支配されていることは知られているが、詳細な機構は不明な点が多い。

### 生殖管
性腺形成と平行して、中腎管（ウォルフ管）に沿った形で中腎傍管（ミュラー管）が形成される。妊娠第7週以降、性腺の分泌する物質に依存してこれらの管が生殖管に分化していく。
典型例は次の2つである。
性腺が完全に男性型（精巣）である場合
テストステロンによってウォルフ管は維持を促され、精巣上体・輸精管・精嚢に分化する。また、ミュラー管抑制因子によってミュラー管は退化・消失する。ただし、一部は精巣輸出管となり、ウォルフ管に開口する。
性腺が男性型でない場合
テストステロンが十分でないことによりウォルフ管は維持できずに、退化・消失する。また、ミュラー管抑制因子が存在しないので、ミュラー管は発達し子宮・輸卵管に分化する。このことから、女性の内性器分化に卵巣は直接的には必要でない。
非典型例としては次のような場合もある。
- 遺伝子変異により、上記のような両性の生殖管発達が混在したり、不完全になる場合もある。
- 精巣を有するがミュラー管抑制因子が十分でなかったり、あるいは抑制因子の受容体が不全である場合には、ウォルフ管・ミュラー管の両方が発達し、両性の内性器を併せ持つ場合もある。
- 外部からの化学物質の影響により、生殖管が性腺とは異なった形に分化する場合もある。流産防止のための母親へのホルモン投与などが影響するという説もある。

### 外性器
外性器の分化はテストステロンの有無に従う。原始生殖腺が精巣に分化してテストステロンを生産している場合には男性型に、そうでない場合には女性型に分化する。
テストステロンのある場合
テストステロンは酵素によって還元されジヒドロステロンとなる。それに曝露された外性器は第10週から第12週にかけて男性型に分化する。生殖結節は急速に発達して亀頭・陰茎となり、生殖隆起は癒合して陰嚢に、尿道ヒダは尿道海綿体となる。陰嚢表面に見られる縫い目状の構造はこの癒合の痕跡である。
ない場合
ジヒドロステロン曝露が起こらないまま第20週になると、これらは自然に女性外性器へ変化する。生殖結節は僅かに発達して陰核に分化、生殖隆起は大陰唇、尿道ヒダは小陰唇をとなる。また、尿生殖洞の上皮がミュラー管由来の子宮管と結びついて増殖、内部に空洞を生じて膣が形成される。これより、女性外性器の形成に卵巣は必要でない。
非典型的な例としては、次のようなものがある。
染色体異常
染色体異常により、生殖結節が活発に増殖する一方で生殖隆起の癒合は十分に起こらない場合がある。外見上男女両方の外性器を有するように見える。
- 性染色体はXX型であることが多いがXX/XYモザイク型の場合もある。
- 膣の形成は十分でないことが多い。

真性半陰陽
真性半陰陽では、その性器の状態は人それぞれであり、またその要因は未だ解明されていない。人体に2つある性腺のどちらか一方が睾丸、もう一方が卵巣である場合と、睾丸または卵巣が左右揃い、さらにそれらとは逆の第三の性腺を持つ場合とがあるとされる。
染色体構造は46，XXについで46，XYが多く、46，XX/46，XYモザイクも多い 男性型では尿道下裂、女性型では陰核肥大、陰唇癒合
性腺異形成症：外陰部は女性型となる。
混合性性腺異形成症：染色体分析で45，XO/46，XYなどのモザイクを示す外性器が男女中間型を示す
男性仮性半陰陽
性腺が精巣に分化した場合であっても、テストステロンを還元する酵素が欠けていたり、受容体が十分でない場合には外性器の男性化は発生しない（精巣性女性化症候群）。そのまま第20週になると、外性器は女性型に分化する。その他、遺伝子変異により生じる場合もある。
- 還元酵素の遺伝子はX染色体上にあるため劣性遺伝である。
- 陰核の肥大が見られることもあるが、外見上はほぼ女性型である場合も多い。ただし膣は奥行きが十分でないこともある。また二次成長期になっても陰毛は生じない。
- 通常はミュラー管の退化は起こっており、子宮・卵管は持たない。
- 精巣は、子宮にあたる部位にある場合と、脚の付け根付近まで降りてきている場合がある。
- 卵巣や子宮を持たないため、無月経。

男性仮性半陰陽（不完全型）
男性半陰陽のうち、思春期になると男性化を生ずるものがある。出生時には男性とみなされることもあるが、多くは女性として扱われる。思春期に精巣のテストステロン生産が活発化することによって陰核が急速に発達して陰茎のようになり、変声・髭の発毛が起こる。このため、見掛け上は女児が男性に変わったように見える。
このケースの発生率は民族による差異が大きく、日本人では殆ど見られない。1954年にインドネシアで発見されたほか、1980年代にカリブ海の島で多数発見された。カリブの例では全員がある1人の人物の子孫であったことから、何らかの遺伝的な要因があるものと考えられている。
女性仮性半陰陽
性腺が卵巣に分化した場合であっても、先天性副腎皮質過形成などによってテストステロンが過剰に分泌され、結果として外性器が男性化する場合がある。
- 陰核がやや肥大する程度のものから、外性器が完全に男性型になるものまで多様である。
- 尿道下裂がみられる場合も多い。

### 脳
脳にも性差が存在する。脳の性分化を決定するのはアンドロゲンである。脳科学の研究成果によると、男児は生まれた直後の2日目ぐらいから生後6ヶ月ぐらいまでの間、成人の半分ぐらい量のアンドロゲンが分泌され、またテストステロン受容体の脳内での分布上の性差がエストロゲンと同じく、海馬・扁桃体内側核・腹内側核等に見られる。アンドロゲンには左脳の発達を抑える働きがあり、このため少年の脳は少女よりも発達が遅い。女性は男性の脳よりも脳梁という右脳と左脳を繋ぐ神経が多い。また、男性と女性の肉体の大きさに違いがあるように、脳も男性は女性の脳に比べて約12～3％大きい。

### 二次性徴
乳児期以降では視床下部のネガティブフィードバックにより性ホルモンの分泌が抑制されているが、第一次性徴が終わり、第二次性徴・思春期になるとこの抑制能が低下し始め、これにより男女それぞれに特徴的な身体の発達を生じるとともに、性的欲求や性的興奮の頻度が急激に高まる。
典型例としては次のものがある。
精巣を有する場合
- 精巣容量の増大
- 陰茎の発達
- 陰毛の発毛
- 精通
- 変声

卵巣を有する場合
- 骨盤の発達。皮下脂肪の増大。
- 乳房の発達
- 陰毛の発毛
- 月経の開始

非典型例としては前述の仮性半陰陽などの他、思春期早発症（男子9歳未満・女子7歳未満で二次性徴・思春期が始まる）と思春期遅発（男子14歳・女子12歳になっても二次性徴・思春期が始まらない）がある。

### 性的指向
性的指向（sexual orientation）は誰を好きになるかという「性愛・恋愛対象」である。ここで言う「好きになる」は「恋愛感情を抱く」「同棲したいと思う」「性交したいと思う」などの感情であるが、そのレベルは人によってさまざまである。単に「性交したい」という性交渉の欲求のみを持つ人も存在し、「性交したいのは女性だが、一緒に暮らしたいのは男性」といった人もいる。
一般的に多数派だとされる異性愛者（heterosexual）は、男性は女性を、女性は男性を恋愛対象とする。しかし同性を恋愛対象とする同性愛者（homosexual）と呼ばれる人々も古くから一般的に存在し、男性で男性を好きになる人をゲイ（gay）、女性で女性を好きになる人をレズビアン（lesbian）と呼ぶ。日本では男性が男性を好きになるケースを「ホモ」、女性が女性を好きになるケースを「レズ」と俗に呼んでいたが、この言葉はいずれも差別（侮辱）的であるとして避けられる傾向にある。特に最近女性の同性愛者達は自分たちの性指向をビアンと呼んでいる。同性愛の気がない人をノンケと言う（non＋気、で日本語）。アメリカでは男女区別せずにゲイとも呼ばれる傾向がある。
世の中には、男性でも女性でも好きになる人も多く両性愛（bisexual）と呼ばれている。両性愛の人の中にも男女等しく愛するタイプもあれば、どちらかというと異性愛だが、同性でも魅力的な人がいれば好きになるというタイプもあり、その程度はさまざまである。
基本的には異性愛者である者も特定の環境下（異性が少ない戦場や刑務所、同性のみの学生寮など）で同性を恋愛とセックスの対象に選択する場合もあり、機会的同性愛と呼ばれる。この場合除隊、釈放、卒業などにより環境が変わることで、同性愛傾向は消滅する場合もある。
このほか、男性および女性のどちらも恒常的に性欲の対象としない、つまり性指向を持たないという場合は無性愛（asexuality）と呼ばれ、これを性指向の中に分類することもできる。
また、男性・女性やその2分法に基づいた性の分類に適合しない人々も含め、あらゆる人々に恋をしたり、性的願望を抱いたりする人々。さらに、性別に囚われず、特定の人間に恋することができる者などの要素を持つ人々を全性愛という。

### 性同一性（性自認）
性同一性（gender identity）は、性自認、ジェンダー・アイデンティティなどとも呼ばれ、自身のジェンダー（性別）をどのように認識しているかを指す。出生時に身体的特徴から割り当てられた性別が性同一性と一致するシスジェンダーの人と、一致しないトランスジェンダーの人がいる。UCLAのウィリアムズ研究所の研究では、アメリカ合衆国の成人の0.9%がトランスジェンダーであると自認している。
トランスジェンダーの人は戸籍や対外的な性別と自身の性同一性の不一致により生じる性別違和(Gender Dysphoria, GD)を解消するために、社会的な性別移行（使用する名前の変更、服装などの性表現の変更）や医学的な方法を用いた身体的な性別移行を行うことがある:745。以前は国際的に性同一性障害（Gender Identity Disorder, GID）との名称で精神疾患として扱われていたが、WHOのICD-11やアメリカ精神医学会のDSM-5において性別違和の脱病理化が行われ、疾患ではなく「性別違和」や「性別不合」という状態を指す呼称に変更された。
人の性自認（ジェンダーアイデンティティ）は連続体でありグラデーションである。そのため、ノンバイナリーやXジェンダーをはじめとしたさまざまなアイデンティティが存在する。
現代の日本では主に出生時に外性器の外観で医師によって性別を判定されて、出生届を介して戸籍に登録される。物心付く頃から出生時に割り当てられた性別に違和感を感じ、「自分の性が反対のものであったら良かったのに」と思ったり、「自分の本来の性は反対のものである」と確信していたりする人がいる。しかし出生時のに割り当てられた性別と違う性別で生活することには偏見や障害も多い。
性自認と性的指向は独立したものとして明瞭に区別されて考えられるが、誤った認識により混同されているケースも依然として散見される。トランスジェンダー女性の場合、性指向としては男性を好きになるのであろうと他者から思われる場合もあるが、シスジェンダーの人と同様、女性を恋愛対象とする同性愛者もいる。もちろん、男性が恋愛対象であるトランスジェンダー男性もいる。
ことばの上でも「ゲイ」は本来同性愛とりわけ男性同性愛者を意味するのに、日本で「ゲイボーイ」というと酒場で女装して給仕をする人のことを指すのが普通であった。また「おかま」という言葉（この言葉は本来は女装男娼を意味し侮辱的である）も女装者の意味で使用したり男性の同性間性交の意味で使用したりして、やはり言葉の混乱が生じている。

## 言語における人間・動物の性
日本語では、人間の性は男・男性、女・女性と呼ぶが、人間以外の動物の場合は一般にオス（雄・牡）、メス（雌・牝）と呼ぶ。現代日本語においては、オス・メスの漢字には、一般に多く雄・雌が用いられ、牛・馬・羊といった有蹄類などの場合には牡・牝も用いられる。
英語では、人間でも人間以外の動物でもmale・femaleが用いられ、人間の男性・女性の場合にはman・womanも用いられる。また記号では、人間でも人間以外の動物でも♂・♀が用いられる。
漢字の歴史においては、甲骨文字や金文の場合、牡・牝の類として、馬の場合には𩡶・𮩲（以下隷定字で説明）、羊の場合には⿰羊土・⿰羊匕と表記し、他にも犬・鹿・虎・象などでも同様に土・匕を用いた動物別の表記をしていたが、後に使われなくなり、一般的なものとして牡・牝が残った。